# Zinaida Gippius

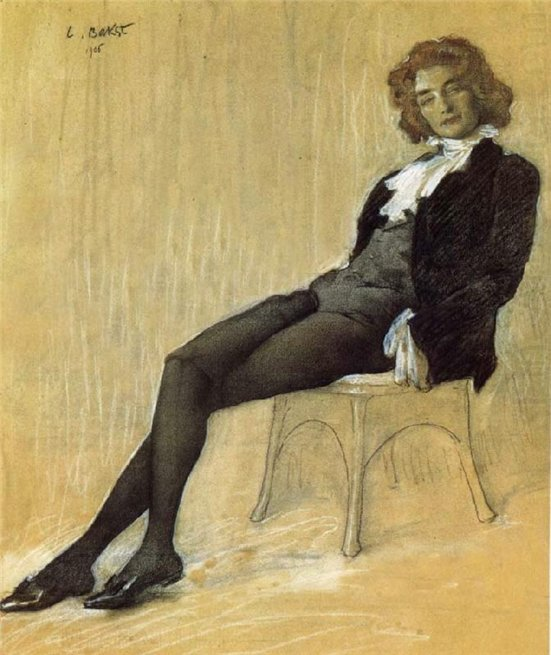
Porträtt föreställande Gippius av Léon Bakst, 1906.

Zinaida Nikolajevna Gippius, eller Hippius (ryska: Зинаида Николаевна Гиппиус), född 20 november (8 november enligt g.s.) 1869 i Beljov, Tula, Kejsardömet Ryssland, död 9 september 1945 i Paris, var en rysk författare.
Gippius debuterade som poet 1888 och gifte sig 1889 med författaren Dmitrij Merezjkovskij. De grundade den religionsfilosofiska föreningen i Sankt Petersburg samt gav ut tidskriften Novyj Put. De var i opposition till bolsjevikerna och flydde 1919 till Warszawa. Senare var de centralgestalter i den ryska emigrantkolonin i Paris. Gippius använde sig även av pseudonymen Anton Krajnij.